# Campagna di Brema-Verden
La Campagna di Brema-Verden (in tedesco: Bremen-Verdener Feldzug) fu un conflitto svoltosi nell'ambito delle Guerre del Nord in Europa. Dal 15 settembre 1675 al 13 agosto 1676 una coalizione anti-svedese comprendente il Brandeburgo-Prussia, i principati tedeschi di Lüneburg e Münster, ed il regno di Danimarca, conquistò i ducato di Brema-Verden.
Bremen-Verden, un remoto avamposto svedese nell'area baltica, era il terzo feudo imperiale garantito agli svedesi con la pace di Vestfalia del 1648, assieme alla Pomerania svedese ed alla baronia di Wismar. Dopo la conquista, i ducati rimasero nelle mani degli alleati imperiali sino alla fine della guerra nel 1679, ma tornarono poi alla Svezia sulla base del trattato di Nimega.

## Antefatto
Dopo che la Francia aveva invaso la Repubblica delle Sette Province Unite nel 1672 dando il via alla guerra di devoluzione, venne costituita un'alleanza contro di lei. Il conflitto si allargò nella guerra d'Olanda. Per avere campo libero, la Francia chiese al proprio alleato tradizionale, la Svezia, di entrare anch'essa nel conflitto e di schierarsi contro gli Asburgo ed il Brandeburgo coi loro alleati. Alla fine del 1674, un esercito svedese al comando del generale Carl Gustav Wrangel, invase il margraviato di Brandeburgo che era militarmente sguarnito, mentre l'esercito del Brandeburgo sotto la guida di Federico Guglielmo I di Brandeburgo era in guerra con la Francia. In una breve campagna estiva nel 1675, Federico Guglielmo riuscì a sconfiggere l'esercito svedese e a ricacciarlo nella Pomerania svedese.
Incoraggiato dalla vittoria del Brandeburgo, il 17 luglio 1675 l'imperatore impose un bando al re svedese nelle sue qualità di principe imperiale in Pomerania, Meclemburgo e Brema-Verden. Venne dichiarata una Reichsexekution nei confronti della Svezia. La Provincia del Basso Reno-Vestfalia e la Provincia dell'Alta Sassonia vennero incaricate di fornire il supporto logistico necessario all'operazione. Poco dopo venne dichiarata guerra tra Danimarca e Svezia.
In questa guerra su larga scala, gli alleati, la Danimarca ed il Brandeburgo, erano intenzionati a conquistare i possedimenti svedesi nella Germania settentrionale, sfruttando il teatro di guerra della Scania. Ma con la conquista del ducato di Brema-Verden, posto al confine meridionale della Danimarca, la Svezia sarebbe stata privata di un'importante testa di ponte in Germania. Altro importante fattore era costituito dal fatto che la Svezia era solita reclutare mercenari nelle proprie armate.
Il piano di guerra secondo gli svedesi era quello di utilizzare la loro potente marina militare per battere la flotta danese nel Baltico e quindi sbarcare in Zelandia, dove poi avrebbero inviato ulteriori truppe dalla madrepatria. Ad ogni modo, dal momento che la flotta svedese non riuscì a partire a causa di ritardi nell'organizzazione, il ducato di Brema-Verden non venne rinforzato come meritava.
Le forze svedesi nel ducato di Brema-Verden erano numericamente inferiori e distribuite lungo le diverse basi fortificate del paese. Il grosso dell'esercito svedese si trovava a Stade, Carlsburg e in sette altre piccole fortezze e per questo puntarono sulla tattica di ritardare per quanto più possibile il nemico con degli assedi lunghi e dispendiosi in fatto di forze impiegate, evitando scontri in campo aperto.

## I preparativi diplomatici

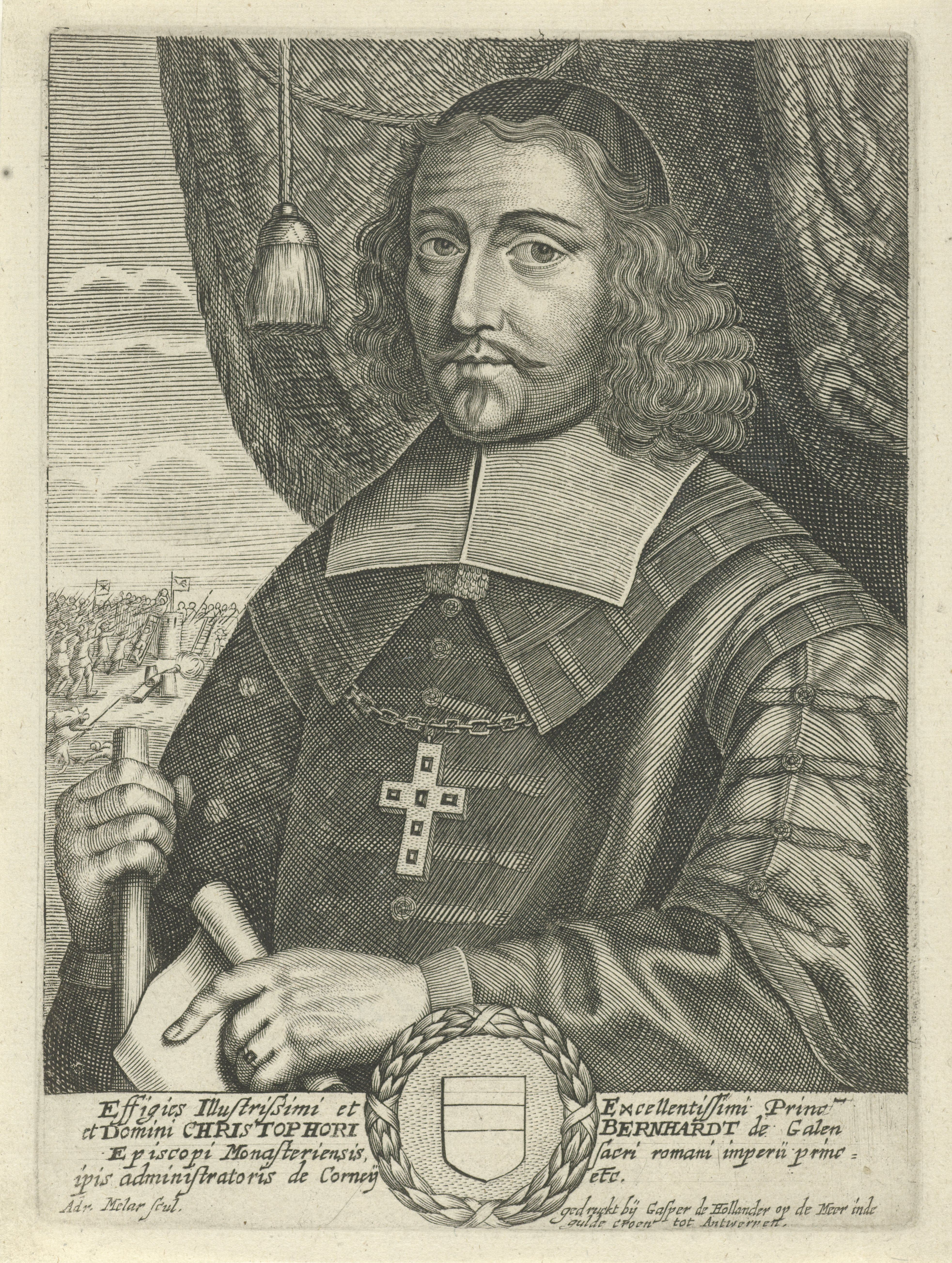
Christoph Bernhard von Galen – comandante supremo dell'armata imperiale nella prima fase del conflitto

Il principe-vescovo di Münster, Christoph Bernhard von Galen, che era intenzionato ad estendere la propria influenza e che, sino al 22 aprile 1674, era stato schierato con la Francia in una battaglia contro i Paesi Bassi, siglò un accordo il 7 giugno 1675 con la corte imperiale di Vienna che lo obbligava a fornire 9000 soldati all'imperatore, in virtù dell'essere principe imperiale. Come risultato di questo contratto, il vescovo venne obbligato a partecipare alla guerra contro la Svezia. L'11 o 21 settembre 1675 un trattato di neutralità venne siglato tra gli alleati, il principato vescovile di Münster, la Danimarca ed il Brandeburgo su un fronte e il duca Giovanni Federico di Brunswick-Lüneburg sull'altro. Il ducato di Brunswick-Lüneburg, che pure si era schierato con la Svezia, si accordò per rimanere neutrale nella guerra con la Svezia.
Il trattato venne siglato innanzitutto per opportunità politica e poi perché con esso era possibile difendere meglio i confine dell'impero.

## Campagna dell'autunno del 1675

### Invasione del ducato di Brema-Verden da parte dell'esercito di Münster
La campagna militare iniziò il 15 settembre 1675 nella parte sudoccidentale dei territori svedesi dove, secondo il Theatrum Europaeum, circa 10 000 uomini – secondo altre fonti 4000 - del principato vescovile di Münster passarono Haselünne ed invasero l'Amt di Wildeshausen. Il gruppo continuò la sua avanzata sino al fiume Weser senza impedimenti. Il 25 settembre a Brema, l'artiglieria di Munster sparò oltre il Weser.
1600 fanti e 700 cavalieri brandeburghesi al comando del maggiore generale barone Alexander von Spaen, provenienti dal territorio della Vestfalia, giunsero anch'essi a Brema alla fine di settembre. I danesi presero parte allo scontro con 2500 uomini agli ordini del conte Gustavo Adolfo di Baudissin.
Le truppe di Münster al comando del principe-vescovo von Galen marciarono da Brema alla fortezza di Lngwedel presso il Weser, catturandola tra il 27 ed il 28 settembre. Con ciò, venne aperta la strada verso il principato episcopale di Verden. Verden an der Aller stessa cadde nelle mani degli alleati il 27 settembre. Le forze di Münster invasero la città e vi si stabilirono.
Dopo la caduta di Verden, anche Rotenburg venne conquistata dopo una breve resistenza. Da qui le truppe alleate marciarono verso Ottersberg, città che venne conquistata il 3 ottobre 1675 dalle truppe del principe-vescovo di Münster. I 140 uomini della guarnigione svedese vennero fatti tutti prigionieri. L'esercito alleato marciò a nordest in direzione di Buxtehude, raggiungendola il 12 ottobre.
Buxtehude era una città ben fortificata, con molte riserve di cibo e munizioni e, secondo il Theatrum Europaeum, con una guarnigione di circa 400 uomini. Un assedio appariva cosa inevitabile. Dopo aver occupato l'area davanti alla città in quello stesso giorno, gli alleati radunarono la loro intera artiglieria che constava di 14 mortai e 37 cannoni ponendola pronta per sparare. I bombardamenti iniziarono la mattina del 13 ottobre, dando fuoco a più di 60 case. Il 14 ottobre erano già stati sparati 100 colpi di mortaio e 60 pale di cannone, creando non pochi danni alla città ma senza causare un solo morto tra gli avversari.

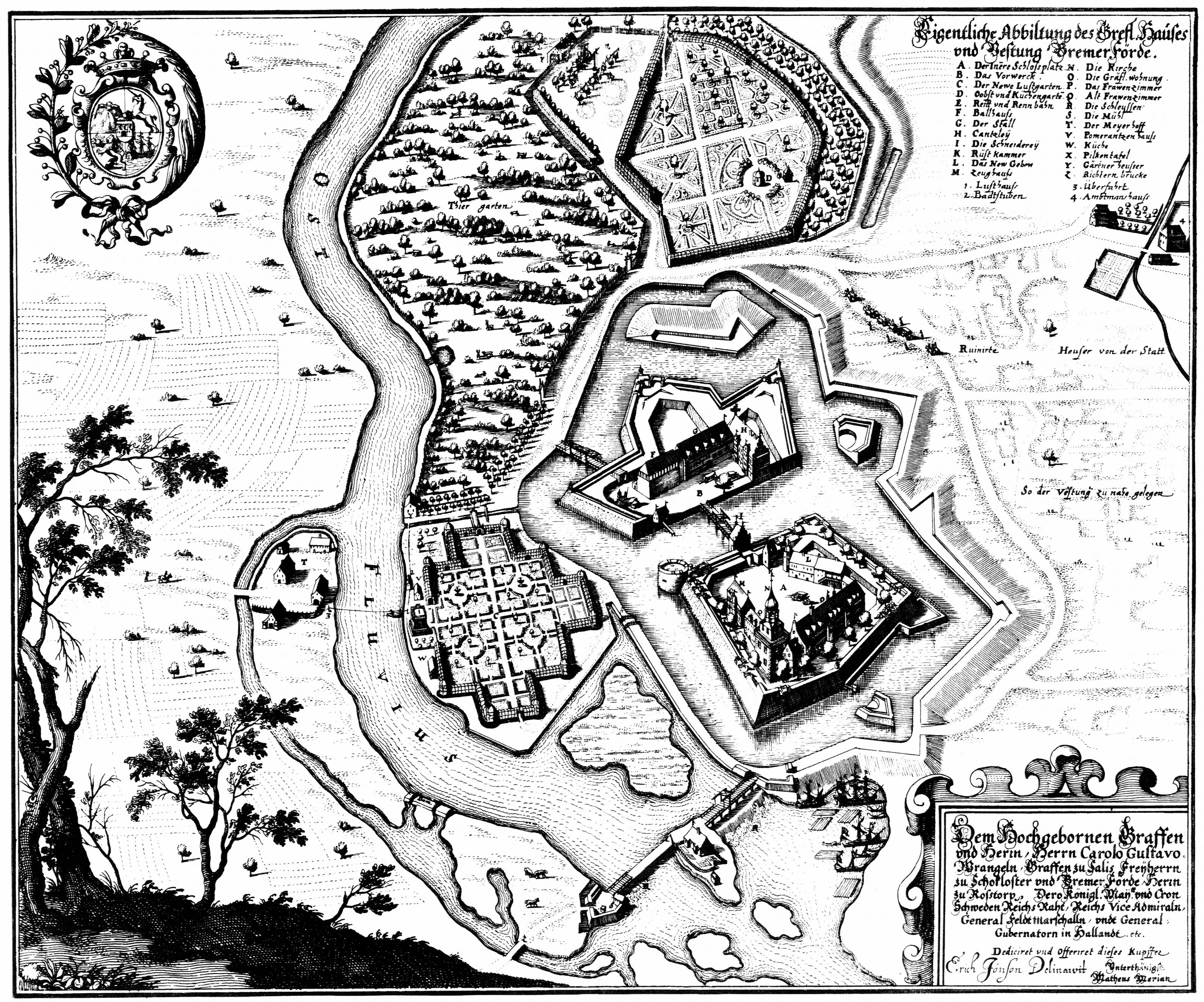
Veduta di Bremervörde nel 1653
incisione di Matthäus Merian

Dal momento che i colpi sparati avevano portato a non pochi danni, il comandante di Buxtehude, Hamelton, venne costretto alla resa della città su pressione dei cittadini e dei suoi mercenari tedeschi che erano venuti a conoscenza del bando imperiale imposto sulla Svezia. Alla guarnigione venne permesso di ritirarsi a Stade portando con sé i propri beni ma non le proprie armi. Il 16 ottobre gli alleati entrarono trionfalmente in città, conquistando anche 24 cannoni e diverse munizioni nemiche.
Dopo la caduta di Buxtehude diversi reggimenti alleati passarono a Bremervörde. Il 25 ottobre l'assedio della fortezza di Bremervörde ebbe inizio. Dopo tre giorni di pesanti bombardamenti i mercenari, in gran parte tedeschi, si rifiutarono di continuare a combattere. Gli alleati inviarono un trombettiere in città con funzioni di ambasciatore, il quale riportò che se la città fosse stata conquistata tutti i mercenari tedeschi sarebbero stati giustiziati per ordine dell'imperatore dal momento che la loro natura avrebbe loro imposto di non combattere contro il Sacro Romano Impero e le sue armate. Di fronte a questa situazione, il comandante svedese non ebbe altra scelta che la resa. Gli svedesi ebbero il permesso di tornare in patria, mentre gran parte dei mercenari si unì alle armate imperiali ingrossandone le file. Sulla base degli accordi precedentemente sottoscritti tra gli alleati, la città venne affidata alle truppe del ducato di Lüneburg che entrarono a Buxtehude con 500 uomini di guarnigione. Così solo le fortezze di Carlsburg e Stade rimanevano ora nelle mani degli svedesi.

### Le operazioni di sbarco del Brandeburgo e della Danimarca

L'impero svedese nel 1660 circa con i due possedimenti nella Germania settentrionale

Parallelamente all'avanzata delle truppe di Münster, del Brandeburgo e della Danimarca, le forze danesi e brandeburghesi tentarono due sbarchi senza successo che vennero respinti dagli svedesi con pesanti perdite. La prima operazione di sbarco, verso la fine di settembre, venne portata avanti presso Carlshagen da una formazione brandeburghese capeggiata dall'ammiraglio Simon de Bolfey, con l'intento di conquistare la fortezza locale posta strategicamente sul fiume Weser. Questa fortezza svedese era stata costruita nel 1672 proprio per controllare la foce del fiume Weser. Avvicinandosi dal fiume Elba, uno squadrone brandeburghese di sette navi con a bordo 534 uomini, assieme ad altre navi di complemento (che portavano a 800-900 uomini in tutto), tentò l'impresa.
Il 28 settembre, vennero sbarcate delle truppe presso Lehe, a nord di Carlsburg. Dal momento che il comandante svedese di Carlsburg disponeva con sé di 800 soldati, rifiutò la resa e pertanto l'ammiraglio brandeburghese, de Bolfey, coi suoi uomini, fece erigere delle trincee davanti alla città ed il 30 settembre aprì il fuoco da alcune navi. Le forze alleate ad ogni modo vennero respinte dagli svedesi e almeno 30 soldati tedeschi passarono con gli svedesi. Incoraggiati da questo successo, il 1º ottobre gli svedesi lanciarono un attacco con 200 uomini alle forze nemiche e le respinsero definitivamente.
Per salvare la fortezza di Carlsburg dall'assedio vennero inviati 13 squadroni di cavalleria dalla città di Stade al comando del tenente colonnello Sidon. I brandeburghesi, che erano chiaramente inferiori per numero, vennero informati dell'arrivo delle forze nemiche dalle sentinelle così che riuscirono a reimbarcarsi a bordo delle loro navi il 2 ottobre. Per venti sfavorevoli, le navi, ora ripiene di fanti, si trovarono racchiuse dalle forze nemiche e vennero quindi attaccati e dovettero capitolare. I brandeburghesi persero in tutto 314 uomini, la maggior parte fatti prigionieri dagli svedesi.
Quasi nel contempo, una flottiglia danese sbarcò sei compagnie di fanteria al comando del tenente colonnello Harwich nel territorio di Land Wursten. Dopo la difesa di Carlsburg, ad ogni modo, le unità svedesi si volsero all'attacco dei mercenari danesi. Dopo diversi scontri il 4 ottobre gli svedesi riuscirono a battere i danesi facendo 400 prigionieri. Di questi, 200 passarono al servizio svedese mentre gli altri vennero inviati a rafforzare la guarnigione di Carlsburg. Gli altri prigionieri vennero detenuti a Stade. Il grosso delle truppe svedesi tornò a Stade il 7 ottobre. Il blocco navale a Carlsburg venne tolto e sette navi brandeburghesi dovettero riparare verso il fiume Elba.

### Cambio di comando tra gli alleati
In ottobre circa 3000 uomini del principato di Lüneburg al comando del duca Giorgio Guglielmo di Brunswick-Lüneburg giunsero nel teatro di guerra dalla Renania. Il duca ottenne il comando dei 12 000 uomini delle forze alleate.
Nel quartier generale del principe-vescovo von Galen a Rotenburg venne siglato un trattato segreto il 14 ottobre secondo il quale il principe-vescovo, il duca Giorgio Guglielmo ed il duca Rodolfo Augusto di Brunswick-Lüneburg si accordavano per un mutuo sostegno nella campagna militare in corso.
La sostituzione del principe-vescovo di Munster con il duca di Brunswick venne operata più che altro su pressione dei principi tedeschi protestanti che non desideravano affidare il comando delle armate imperiali in territorio protestante ad un cattolico, perlopiù vescovo.

### Gli attacchi a Stade, l'assedio di Carlsburg, i raids svedesi

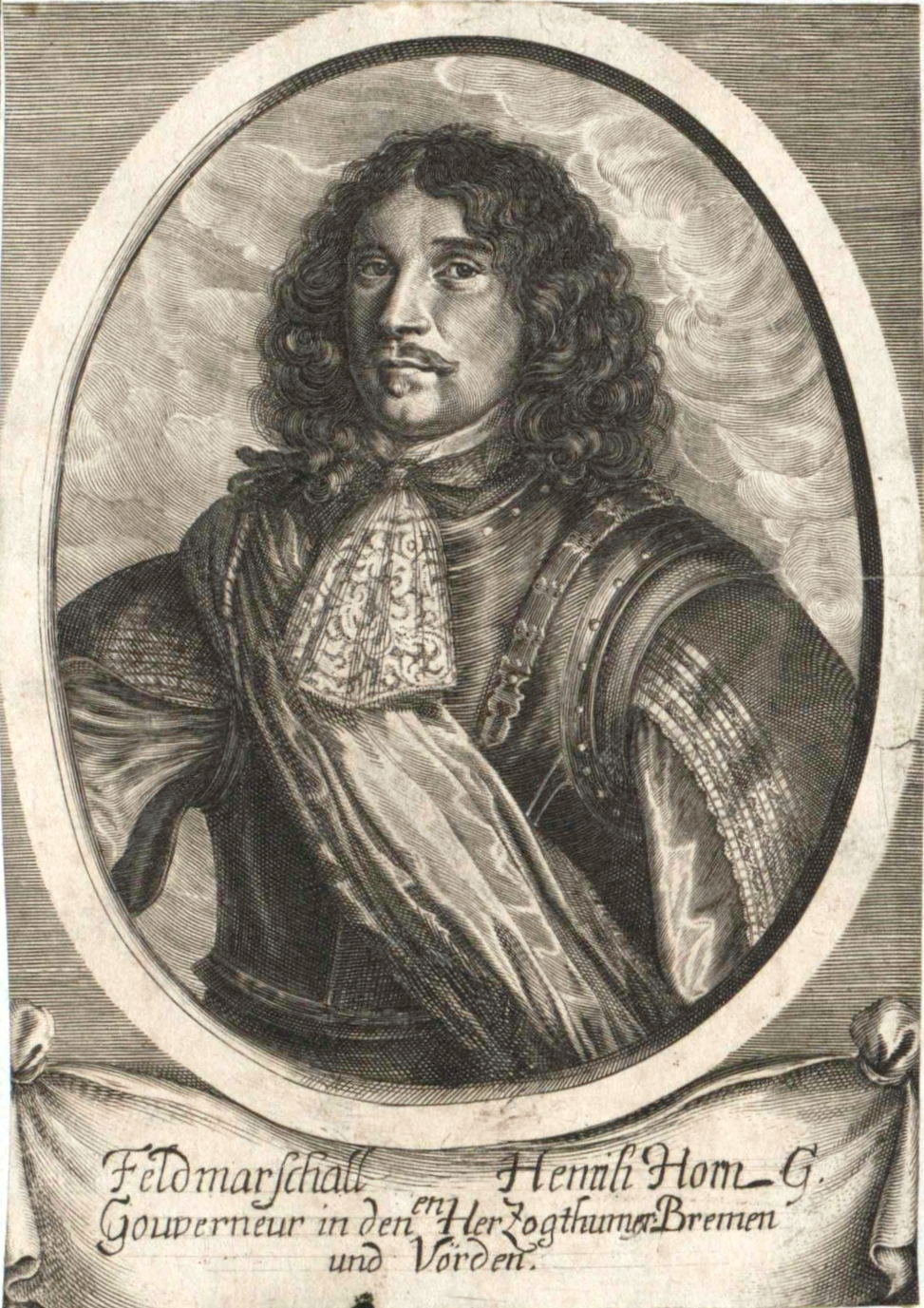
Lo stadtholder svedese di Brema-Verden, il feldmaresciallo Henrik Horn (1618–1693)
da: Theatrum Europaeum, vol. 11, 1682

Il 4 novembre gli alleati avanzarono su Stade, il quartier generale del governo regionale svedese. La guarnigione di Stade sotto il feldmaresciallo Henrik Horn, governatore generale del ducato, disponeva in tutto di 5624 uomini e di 600 miliziani.
Di fronte alla minaccia del nemico, Horn preparò la città alla difesa. Per impedire diserzioni da parte dei suoi mercenari tedeschi a Stade con l'arrivo degli imperiali, il maresciallo sfruttò incentivi materiali e fece largo uso della propaganda. Dal momento che la Svezia era stata decretata nemica dell'Impero dall'imperatore Leopoldo I, come già visto, tutti i soldati tedeschi, anche mercenari, erano tenuti a deporre le armi. Pertanto, all'inizio di novembre, Horn fece giustiziare l'ex comandante di Buxtehude, Hamelton, per aver consegnato al nemico la fortezza di Stade. Utilizzando questo metodo brutale il feldmaresciallo Horn fu in grado però di garantirsi la fedeltà dei soldati a sua disposizione.
Gli attacchi alla fortezza di Stade il 6 ed il 7 novembre 1675 si dimostrarono infruttuosi e gli alleati erano sempre più preoccupati dall'imminente arrivo dell'inverno. Infine, il 9 novembre, le forze imperiali si ritirarono nei loro quartieri invernali, pur mantenendo un formale blocco alla città. Le truppe del Brandeburgo abbandonarono il teatro di guerra facendo rotta verso il ducato di Kleve ed il principato di Minden.
Gli svedesi colsero l'occasione per condurre dei raid nella campagna circostante la città e verso Buxtehude, Cranz e Altona, oltre che verso Bielenberg e Kollmar, saccheggiando e bruciando ciò che trovavano a svantaggio dei nemici.
All'inizio di gennaio, il colonnello Sydau, con circa 400 dragoni e 400 fanti, guidò una nuova spedizione verso Freiburg/Elbe in Kehdingen contro circa 500 soldati dell'esercito di Münster comandati dal tenente colonnello Lamsdorff. In un primo momento l'attacco fallì e a questo punto Sydau ordinò ai suoi dragoni di circondare la posizione del nemico e di attaccare dal retro. Le truppe di Munster persero molti uomini e vennero costrette alla fuga, perdendo infine 260 prigionieri a favore degli svedesi. Per contro, gli svedesi persero solo 50 uomini nella battaglia di Freiburg sull'Elba. Tra i prigionieri si trovavano anche 15 mercenari che già erano stati al servizio degli svedesi e questi vennero presi ad esempio: uno dei disertori venne squartato a Stade come deterrente, cinque vennero impiccati sulla pubblica piazza e nove vennero marchiati a fuoco come traditori.
Questa fase favorevole agli svedesi terminò quando Carlsburg, assediata per la seconda volta dalla fine di ottobre, venne infine costretta a capitolare. La mancanza di munizioni, cibo e uomini portò alla resa della fortezza il 22 gennaio ed il suo comandante, il colonnello francese Jean Mell, consegnò il tutto alle truppe alleate. La guarnigione, forte ancora di 380 uomini (di cui 200 però non erano abili a combattere), ottenne di potersi ritirare in ordine. Alla resa della fortezza, 80 cannoni passarono nelle mani degli alleati.

## Disaccordi tra gli alleati
Dal momento che il principato vescovile di Münster ed il ducato di Lüneburg si erano accordati tra loro per procedere nello scontro escludendo Danimarca e Brandeburgo dalle successive divisioni del ducato di Brema e Verden, vi furono dei disaccordi tra le forze alleate che interessarono la ripresa delle ostilità nei confronti della Svezia. Ad esempio, il principato vescovile di Münster chiese all'ex principe-vescovo di Verden la cessione degli Amter di Wildeshausen, Burg, Bremervörde, Ottersberg e Thedinghausen Il resto del territorio sarebbe stato annesso dal ducato di Lüneburg-Celle. Danimarca e Brandeburgo, d'altro canto, chiedevano a gran voce una distribuzione equa delle conquiste alleate. La Danimarca richiedeva ad esempio le città di Carlsburg e Stade per ottenere il controllo degli estuari dei fiumi Weser e Elba in caso di ulteriori scontri nell'area.
Quando ci si trovò sull'orlo di una crisi, gli Stati Generali olandesi si offrirono di mediare la situazione tra i contendenti inviando degli ambasciatori, inizialmente van der Tocht e, successivamente, Amerongen, a Brema per condurre dei negoziati. Lo stadtholder dei Paesi Bassi, Guglielmo III d'Orange, propose che tutte le fortezze del ducato di Brema-Verden venissero appianate, ma alla fine la pace di Nimega portò alla divisione amministrativa dei due ducati tra il ducato di Lüneburg-Celle ed il principato vescovile di Münster. Il Brandeburgo e la Danimarca ottennero di poter mantenere i loro diritti sui territori conquistati, ma non ottennero (contrariamente alle loro aspettative) la Pomerania svedese né la Scania. La disputa tra gli alleati venne risolta così con qualche stridore, ma la guerra poté quindi riprendere e per quanto il principe-elettore di Brandeburgo non sottoscrisse le ragioni espresse dal suo ambasciatore per la firma dell'accordo, in realtà sperava di riuscire a ripagarsi degli sforzi fatti dal proseguire della guerra.
All'inizio del 1677, segretamente, il principe-elettore di Brandeburgo sottoscrisse un accordo con la Danimarca per ottenere a fine trattati "almeno un quinto dei territori dei ducati di Brema e Verden".

## L'assedio di Stade, 1676

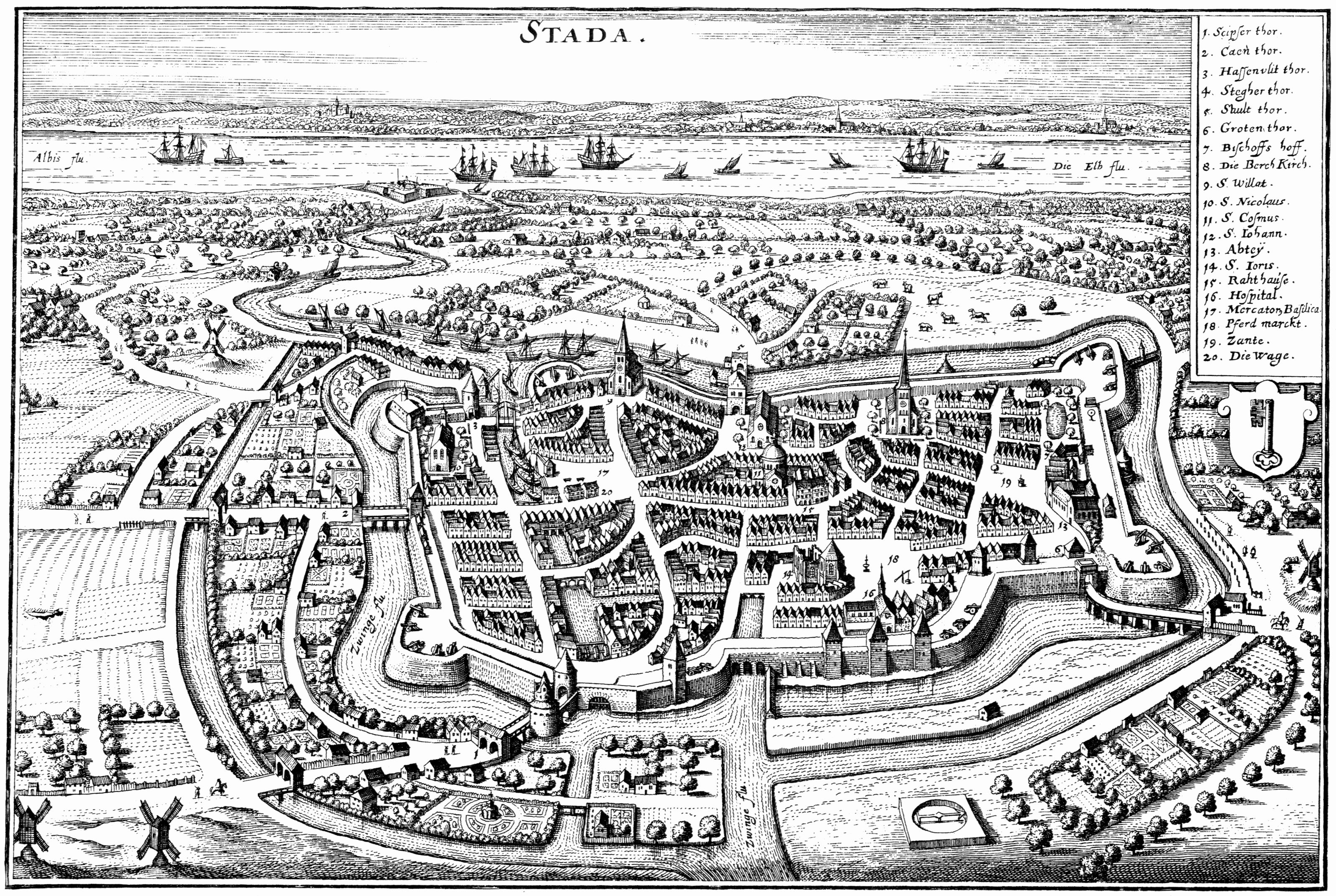
Stade c. 1640
incisione su rame di Matthäus Merian

Risolta la disputa sulla distribuzione dei territori conquistati tra gli alleati, nella primavera del 1676 riprese il progetto di assediare la città di Stade che ancora si trovava nelle mani degli svedesi. Contro la cittadella svedese si mossero 16 000 fanti e 4000 cavalieri delle truppe imperiali ed alleate e la fortezza, una volta conquistata, sarebbe stata riempita con una guarnigione mista composta da danesi, brandeburghesi, luneburghesi e munsteriani. All'inizio di aprile il comandante dei luneburghesi, il tenente generale Chauvet, rafforzò il proprio blocco alla città e così facendo, quasi quotidianamente, ebbe piccole schermaglie con gli svedesi.
Stade aveva un accesso al mare in virtù della propria collocazione alla foce del fiume Schwinge, un tributario dell'Elba. Parte delle fortificazioni svedesi includevano anche torri presso la foce del fiume e pertanto diverse furono le navi che riuscirono comunque a far pervenire dei rifornimenti alla città durante l'assedio. Per impedire questi rifornimenti via mare, gli alleati decisero di attaccare prima le torri di guardia sullo Schwinge e vi portarono poi delle proprie navi con a bordo dei pezzi d'artiglieria per minacciare la città nemica. Gli alleati si avvicinarono sempre più alla città posizionando le loro batterie ed aprendo un fuoco continuo sugli svedesi. Il 23 aprile gli svedesi condussero un nuovo raid con 300 cavalieri, ma vennero ancora una volta respinti con la perdita di 46 uomini. Il 4 luglio, gli alleati pressarono a tal punto le fortezze sul fiume che queste capitolarono poco dopo assieme a 100 soldati.

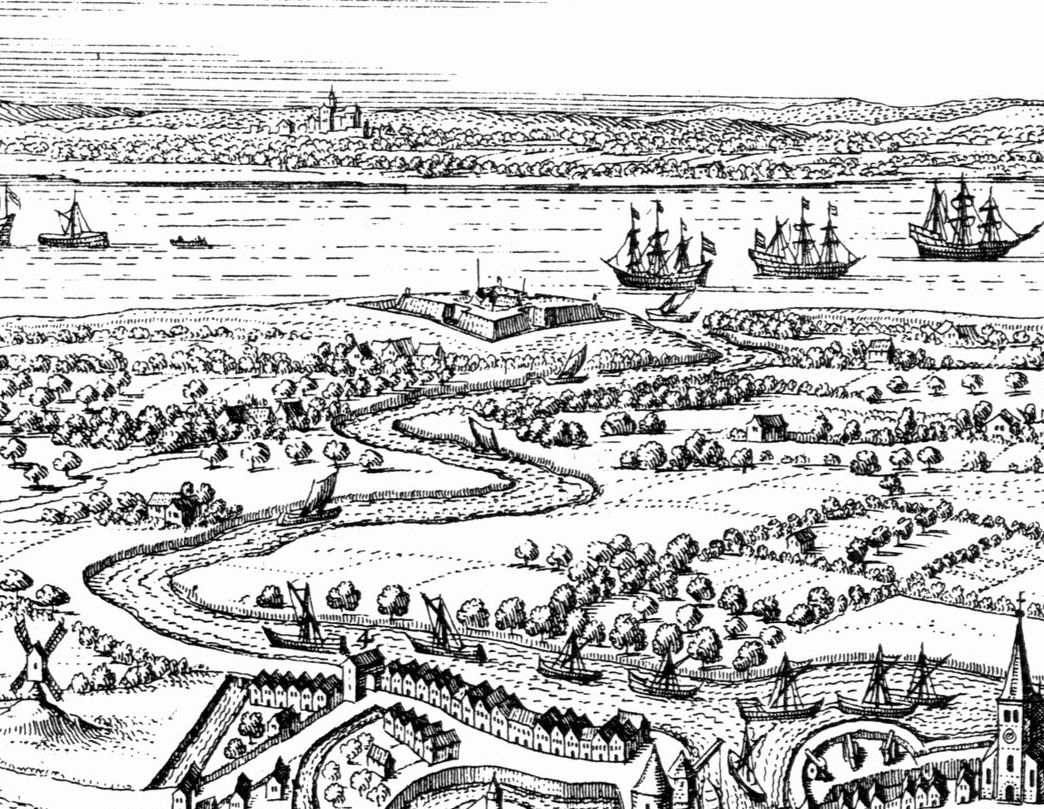
Disegno delle fortificazioni sullo Schwinge presso la città di Stade

Con la perdita degli avamposti dello Schwinge, Stade non poteva più essere rifornita via mare. Quando tre navi da guerra e sei altri trasporti con rifornimenti raggiunsero la foce del fiume Schwinge, vennero colpite in pieno dalle batterie alleate che si trovavano presso l'estuario, non riuscendo a fuggire a causa di venti contrari. La flotta svedese dovette ritirarsi da Stade e, dopo alcuni raid nella zona dell'Elba, rientrò in patria.
Privata dei propri sostentamenti, la fortezza di Stade deteriorò in breve tempo. Lo scoppio di un'epidemia di shigellosi, poi, ridusse le forze in grado di combattere nella guarnigione a 3000 uomini. Oltre alla situazione materiale, anche il morale era sempre più a terra con due ammutinamenti in breve tempo tra i soldati svedesi che vennero schiacciati con misure sempre più repressive, come pure aumentarono le diserzioni ora che l'esercito svedese non poteva permettersi più di pagare degli extra ai mercenari tedeschi.
A giugno, gli alleati giunsero al fossato della città, ma la città non venne bombardato dal momento che si desiderava farla capitolare per fame per proteggere le truppe a propria disposizione. Gli svedesi cercarono di allagare l'area attorno alla città come contromisura difensiva ma gli assedianti riuscirono a drenare l'acqua costruendo due canali verso l'Elba.
Quando la situazione dei rifornimenti in città divenne sempre più critica, i cittadini di Stade ed il governatore generale della guarnigione, vennero costretti a negoziare coi loro nemici. I negoziati iniziarono il 13 o 23 luglio di quell'anno. La popolazione locale, di fede protestante, si disse favorevole ad accogliere le truppe di Lüneburg anziché le forze cattoliche di Munster. Pertanto alla resa della città, questa venne occupata da nove compagnie luneburghesi al comando del generale Chauvet. I mercenari tedeschi terminarono il loro servizio con gli svedesi e la mattina del 13 agosto 1676 il feldmaresciallo Horn, assieme a 10 cannoni ed a 800 soldati svedesi, ottenne di lasciare la città e la fortezza. I 1400 mercenari rimasti vennero imprigionati o rilasciati. Anche l'ultimo bastione svedese nel ducato di Brema-Verden era così passato nelle mani degli alleati imperiali.

## Conseguenze
Dopo la conquista di Stade, 3000 truppe luneburghesi al comando del maggiore generale von Ende vennero inviate nella Pomerania svedese per supportare le locali truppe brandeburghesi. Il resto si portò alla fine di settembre, con alcune truppe di Münster, a combattere i francesi a Wetzlar sul fiume Lahn.
Durante l'occupazione di Stade, il principe-vescovo von Gale aveva ricattolicizzato l'area conquistata e molte chiese avevano ripreso a officiare in rito cattolico. La Danimarca lasciò 3000 dei propri uomini come guarnigione nel ducato di Brema.
I piani per la divisione dei ducati vennero abbozzati quando il ducato di Lüneburg-Celle concluse un trattato di pace a Celle il 28 gennaio 1679. Il Lüneburg ottenne di lasciare tutti i territori occupati dopo la conclusione del trattato di pace generale. Dopo che le truppe francesi avevano invaso la Vestfalia, il nuovo principe-vescovo di Münster, Ferdinand von Fürstenberg restituì tutte le conquiste operate alla Svezia sulla base della pace di Nimega del 29 marzo 1679. Il principato vescovile di Münster ottenne di poter mantenere solo l'Amt di Wildeshausen come garanzia sino al pagamento di 100 000 talleri da parte della Svezia come indennità di guerra richiesta. Questo pagamento venne soddisfatto solo nel 1699. La Francia promise al vescovo di Munster che avrebbe lavorato per mantenere le istituzioni cattoliche create a Brema ed a Verden.